# Zuzanna Maślana
Zuzanna Maślana (ur. 1 maja 2004) – polska lekkoatletka specjalizująca się w pchnięciu kulą. Medalistka mistrzostw świata juniorów (2022), mistrzostw Europy juniorów oraz mistrzostw Polski.
Reprezentantka Polski w pucharze Europy w rzutach.

## Osiągnięcia
Opracowano na podstawie:
| Rok  | Impreza                        | Miejsce    | Konkurencja                   | Pozycja           | Wynik |
| ---- | ------------------------------ | ---------- | ----------------------------- | ----------------- | ----- |
| 2021 | Mistrzostwa Europy juniorów    | Tallinn    | pchnięcie kulą                | 5. miejsce        | 14,97 |
| 2022 | Puchar Europy w rzutach        | Leiria     | pchnięcie kulą (U23, grupa B) | 5. miejsce        | 14,05 |
| 2022 | Mistrzostwa świata juniorów    | Cali       | pchnięcie kulą                | 3. miejsce        | 16,06 |
| 2023 | Mistrzostwa Europy juniorów    | Jerozolima | pchnięcie kulą                | 2. miejsce        | 16,90 |
| 2024 | Puchar Europy w rzutach        | Leiria     | pchnięcie kulą (U23)          | 1. miejsce        | 17,08 |
| 2024 | Mistrzostwa Europy             | Rzym       | pchnięcie kulą                | el. – 20. miejsce | 16,22 |
| 2025 | Halowe mistrzostwa Europy      | Apeldoorn  | pchnięcie kulą                | el. – 17. miejsce | 16,51 |
| 2025 | Młodzieżowe Mistrzostwa Europy | Bergen     | pchnięcie kulą                | 4. miejsce        | 16.64 |

Rekordy życiowe:
- pchnięcie kulą (4 kg, stadion) – 17,25 (24 czerwca 2023, Bańska Bystrzyca) – rekord Polski juniorek,
- pchnięcie kulą (4 kg, hala) – 17,40 (28 stycznia 2024, Spała),
- pchnięcie kulą (3 kg) – 17,50 (29 lipca 2021, Włocławek) – rekord Polski juniorek młodszych.